# بوکس در المپیک تابستانی ۲۰۰۸
مشت‌زنی در بازی‌های المپیک تابستانی ۲۰۰۸ نام رویداد ورزش مشت‌زنی در بازی‌های المپیک تابستانی بود که در سال ۲۰۰۸ برگزار شد.

## جدول مدال‌ها
| رتبه  | کشور                | طلا | نقره | برنز | مجموع |
| ۱     | چین                 | ۲   | ۱    | ۱    | ۴     |
| ۲     | روسیه               | ۲   | ۰    | ۱    | ۳     |
| ۳     | ایتالیا             | ۱   | ۱    | ۱    | ۳     |
| ۴     | تایلند              | ۱   | ۱    | ۰    | ۲     |
| ۴     | مغولستان            | ۱   | ۱    | ۰    | ۲     |
| ۶     | بریتانیای کبیر      | ۱   | ۰    | ۲    | ۳     |
| ۷     | قزاقستان            | ۱   | ۰    | ۱    | ۲     |
| ۷     | اوکراین             | ۱   | ۰    | ۱    | ۲     |
| ۹     | جمهوری دومینیکن     | ۱   | ۰    | ۰    | ۱     |
| ۱۰    | کوبا                | ۰   | ۴    | ۴    | ۸     |
| ۱۱    | فرانسه              | ۰   | ۲    | ۱    | ۳     |
| ۱۲    | ایرلند              | ۰   | ۱    | ۲    | ۳     |
| ۱۳    | ارمنستان            | ۰   | ۰    | ۱    | ۱     |
| ۱۳    | جمهوری آذربایجان    | ۰   | ۰    | ۱    | ۱     |
| ۱۳    | هند                 | ۰   | ۰    | ۱    | ۱     |
| ۱۳    | موریس               | ۰   | ۰    | ۱    | ۱     |
| ۱۳    | مولداوی             | ۰   | ۰    | ۱    | ۱     |
| ۱۳    | کره جنوبی           | ۰   | ۰    | ۱    | ۱     |
| ۱۳    | ترکیه               | ۰   | ۰    | ۱    | ۱     |
| ۱۳    | ایالات متحده آمریکا | ۰   | ۰    | ۱    | ۱     |
| مجموع | مجموع               | ۱۱  | ۱۱   | ۲۲   | ۴۴    |